# Kamo-gawa
Ne doit pas être confondu avec Kamogawa.
La rivière Kamo (鴨川, Kamo-gawa, littéralement la « rivière aux canards ») est une rivière japonaise située dans la préfecture de Kyoto, dans la région du Kansai.
Les balades sur ses berges, longées par des chemins des deux côtés, sont prisés par les riverains et les touristes à Kyoto. En été, de nombreux restaurants y ouvrent leur terrasse surplombant la rivière. Le niveau de l'eau est généralement assez bas (moins d'un mètre), sauf durant la saison des pluies, si bien que des pierres forment des passages aménagés permettant de traverser à pied à plusieurs endroits.

## Géographie
La source de la rivière Kamo se situe dans les montagnes aux environs du mont Sajikigatake, près de la limite entre les anciennes communes de Kumogahata et Keihoku, de nos jours les arrondissements de Ukyō-ku et Kita-ku à Kyoto. Elle descend dans le bassin de Kyoto en direction du sud-est et traverse le centre de Kyoto ; elle est rejoint par la rivière Takano puis par la Shira-kawa près du pont de Shijō. Un peu plus au sud du centre-ville, les rivières Hori et Takase la rejoignent également. Finalement, elle rencontre la rivière Katsura dans l'arrondissement de Fushimi-ku (dans la zone de Shimotoba) pour se jeter dans le fleuve Yodo (rivière Yodo, ou rivière Uji).
Une hypothèse avance qu'à l'origine, la rivière Kamo coulait le long de la rivière Hori-kawa sur environ un kilomètre et aurait été détournée de son lit principal lors de l'établissement de la capitale impériale Heian-kyō (de nos jours Kyoto)  à la fin du VIIIe siècle. D'après H. E. Plutschow  : « Permettre à une rivière de traverser et donc diviser la capitale aurait potentiellement pu symboliser le désunion de la nation. Une des premières tâches lors de l'établissement de la capitale était donc de déplacer la rivière. Son lit coupait auparavant l'actuelle rue Horikawa et rencontrait la rivière Takano plus au sud. Ainsi, des travaux importants étaient requis pour préparer le terrain de la capitale. La cité avait pour frontière nord la confluence entre les rivières Kamo et Takano (juste au sud de l'actuelle rue Imadegawa). »
Les berges où les rivières Kamo et Takano se rejoignent sont connues sous le nom de « berge de la rivière Tadasu » (糺河原, Tadasu-gawara) ; à cet endroit formant un triangle se trouve le Shimogamo-jinja (sanctuaire shinto) en bordure de la forêt sacrée Tadasu no Mori.

## Onomastique

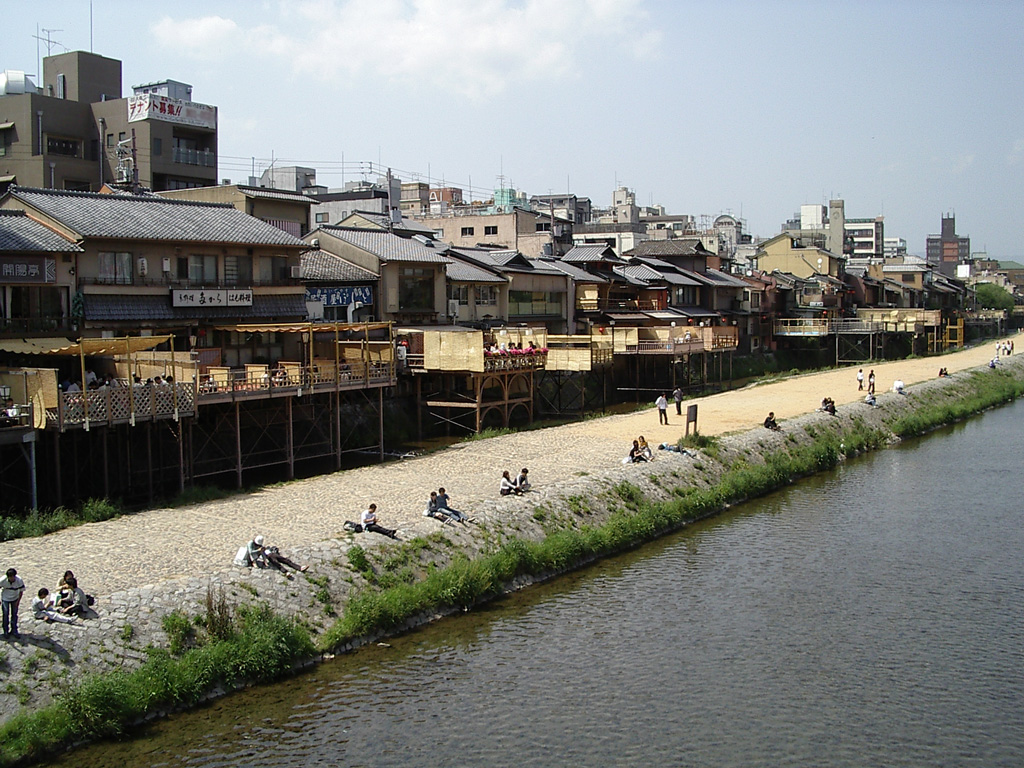
Les terrasses des restaurants de Ponto-chō qui surplombent la rivière au centre de Kyoto.

En kanji japonais, le nom de la rivière s'écrit 鴨川 (Kamo-gawa) : le premier kanji (kamo) signifie « canard sauvage », et le second (gawa) « rivière ». D'autres graphies existent : 賀茂川 et 加茂川. Le premier document historique mentionnant la graphie 賀茂川 est le Yamashiro no kuni fudoki (山城国風土記). Le Nihonkiryaku (日本記略), dans une entrée datée du 19e jour du 6e mois de l'an 815, emploie la graphie 鴨川. De nos jours, la partie nord de la rivière jusqu'à la confluence avec la rivière Takano est souvent distinguée par la graphie 加茂川, tandis que la partie au sud porte la graphie 鴨川.
La zone nommée Kamigamo, proche de l'embouchure de la vallée menant au bassin de Kyoto, était le cœur du territoire du clan Kamo (賀茂) dans l'ancien temps. Le nom géographique associé à la région puis à la rivière en dérive.
Au nord de Kyoto, entre les ponts Deai et Iwara, la rivière s'appelle aussi Kumogahata-gawa (雲が畑川) du nom du village Kumogahata qu'elle traverse. Depuis la source jusqu'au pont Iwara, la rivière est connue sous le nom d'Ojitani-gawa (祖父谷川).

## Histoire
Lors de l'établissement de la capitale Heian (Kyoto de nos jours) au VIIIe siècle, le lit de la rivière a été détournée pour couler à l'est du palais.
Les inondations causées par la rivière menaçaient régulièrement la capitale. L'empereur Shirakawa disait que seules trois choses étaient imprévisibles : les sōhei (moines guerriers de l'Enryaku-ji), les dés et les eaux de la rivière Kamo. De nos jours, ses rives sont renforcées par du béton et les systèmes de drainage ont été améliorés. Au début du XVIIe siècle, le marchand Suminokura Ryōi fit aménager le canal Takase parallèlement à la rivière Kamo pour le transport et le commerce.
La fameuse légende de la rencontre entre Minamoto no Yoshitsune et Benkei sur le pont Gojō (pas l'actuel pont portant ce nom, peut-être plutôt le pont Matsubara) est rapportée depuis la fin de l'époque de Heian. Le pont de Sanjō (Sanjō Ōhashi) était considéré comme la fin de la route du Tōkaidō à l'époque d'Edo.

## Avifaune
Une avifaune diverse est présente ; elle agrémente les promenades sur les berges de la rivière. Outre la présence de nombreux canards (pillet, siffleurs colvert, harle bièvre...), le milan brun (sous-espèce de milan noir) est très présent et concurrence les corbeaux à gros becs. On peut aussi observer mouettes rieuses, chevaliers, grands gravelots, hérons et aigrettes ...

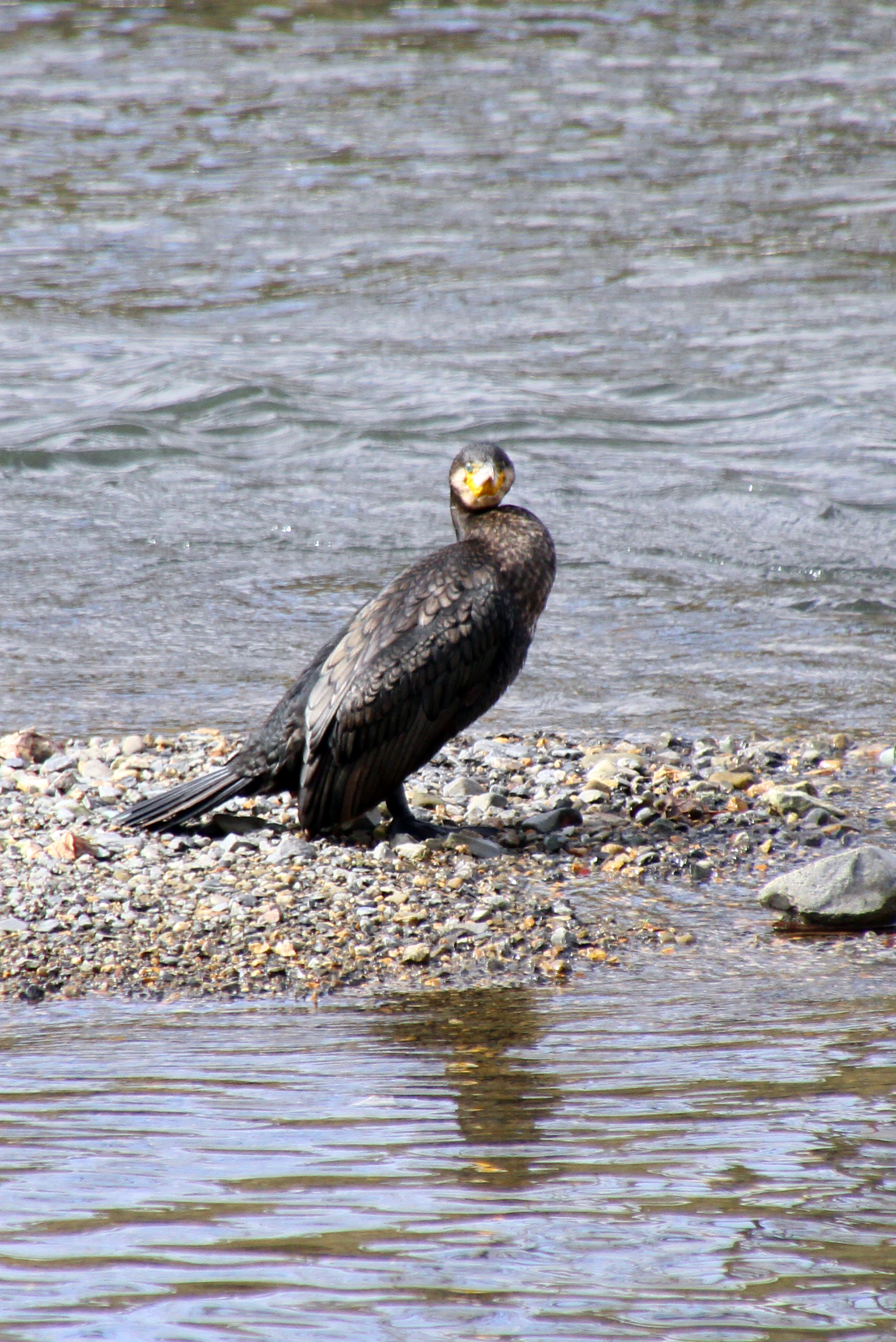
Grand cormoran
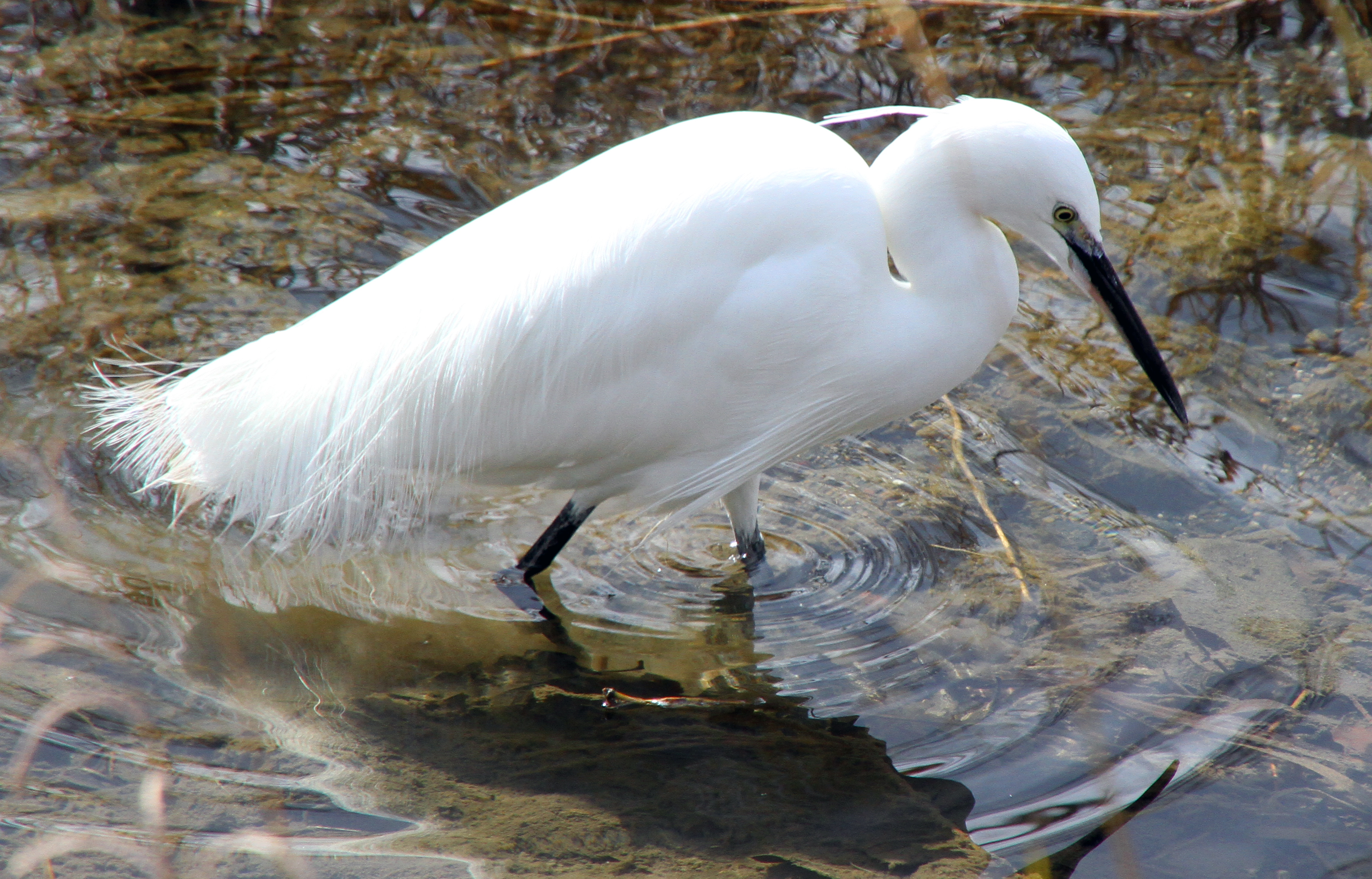
Aigrette garzette
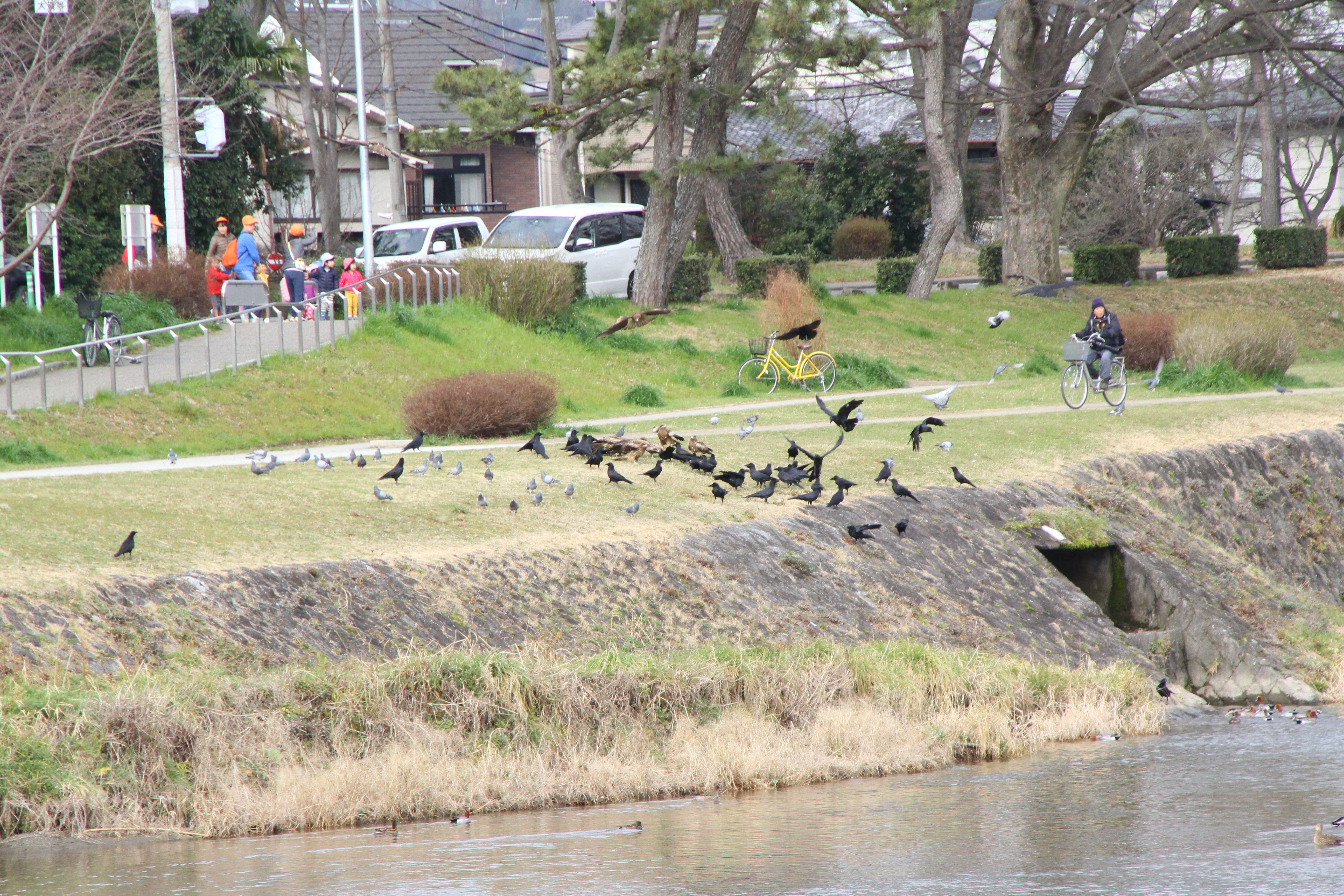
Les berges à Kyoto
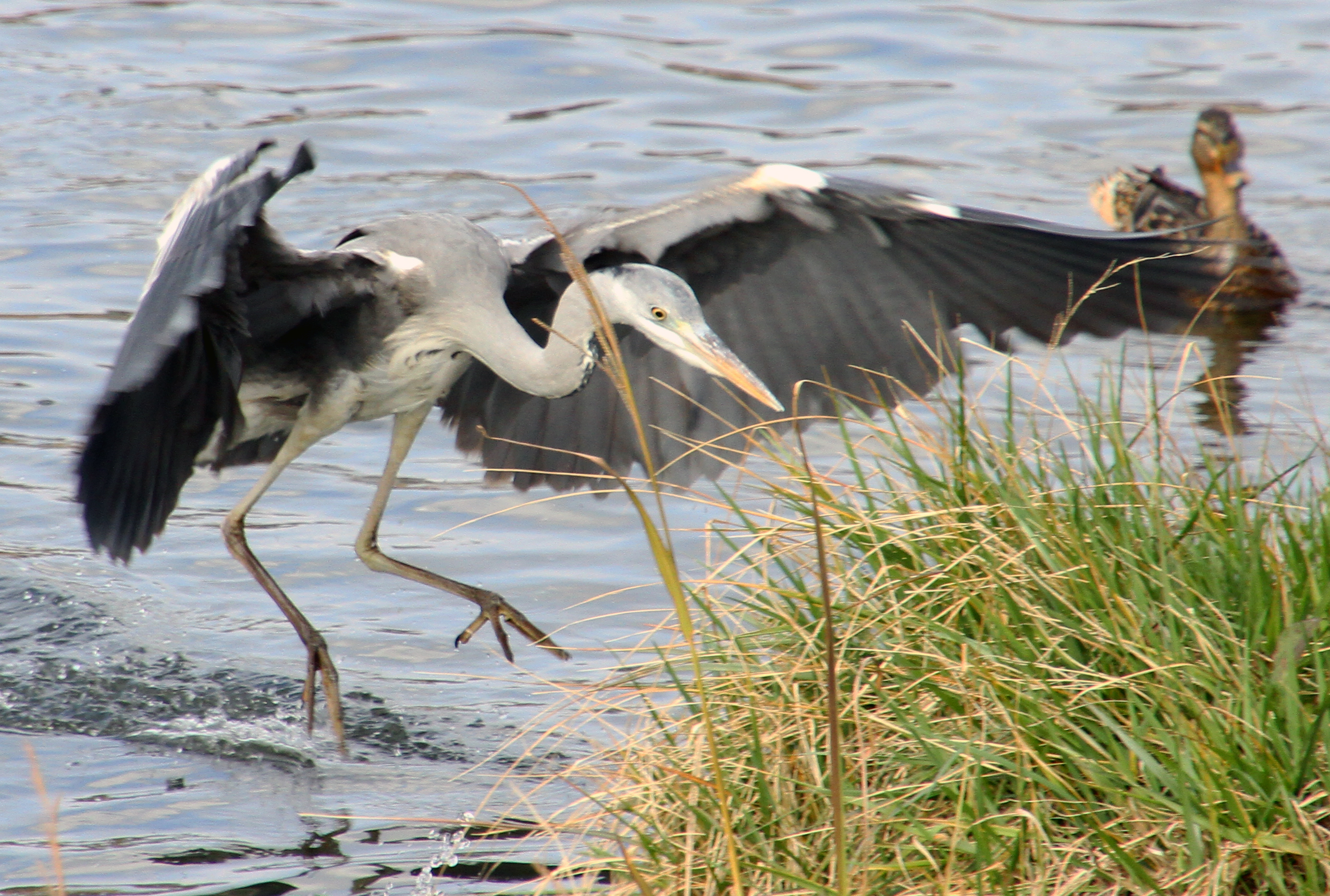
Héron cendré
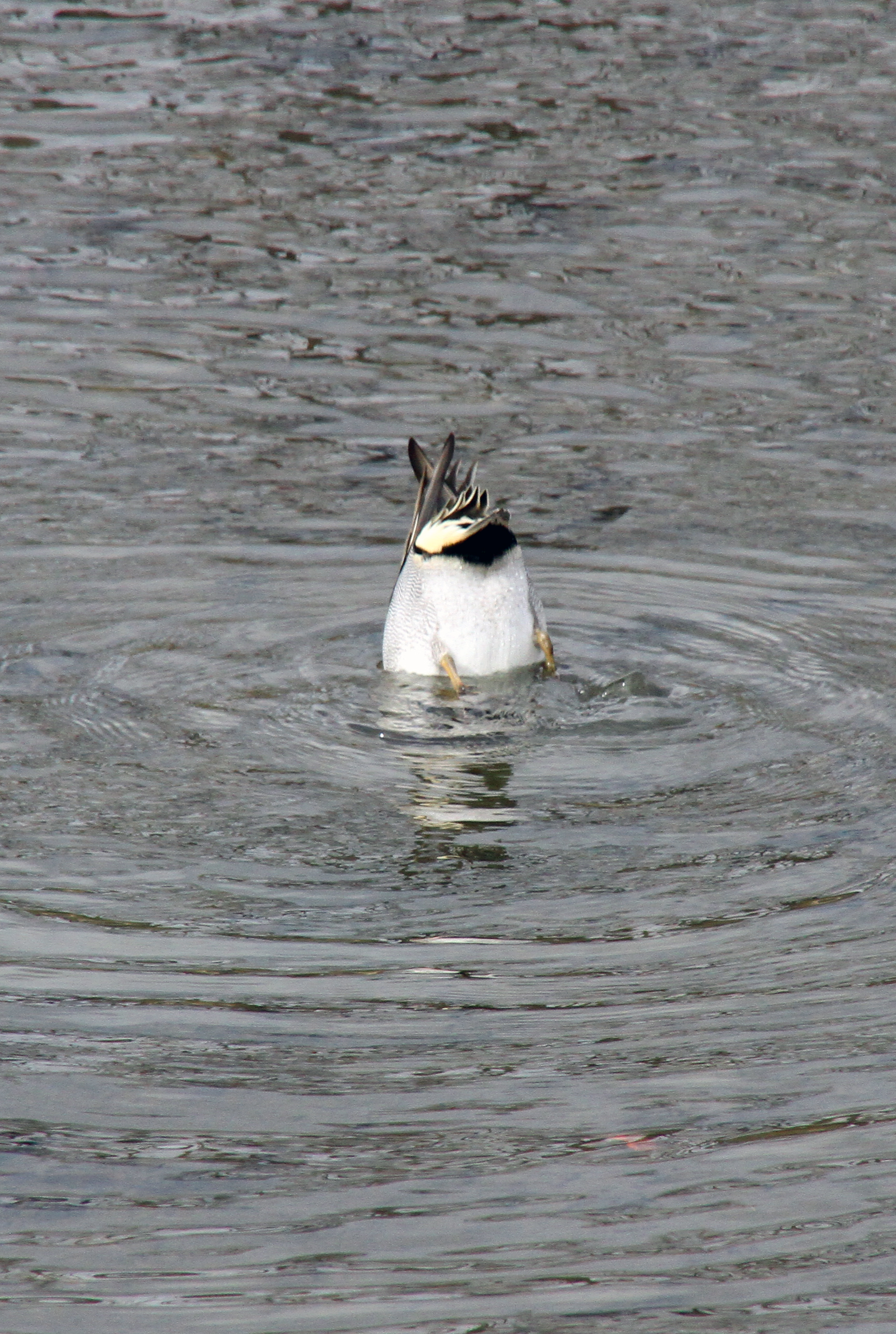
Sarcelle d'hiver
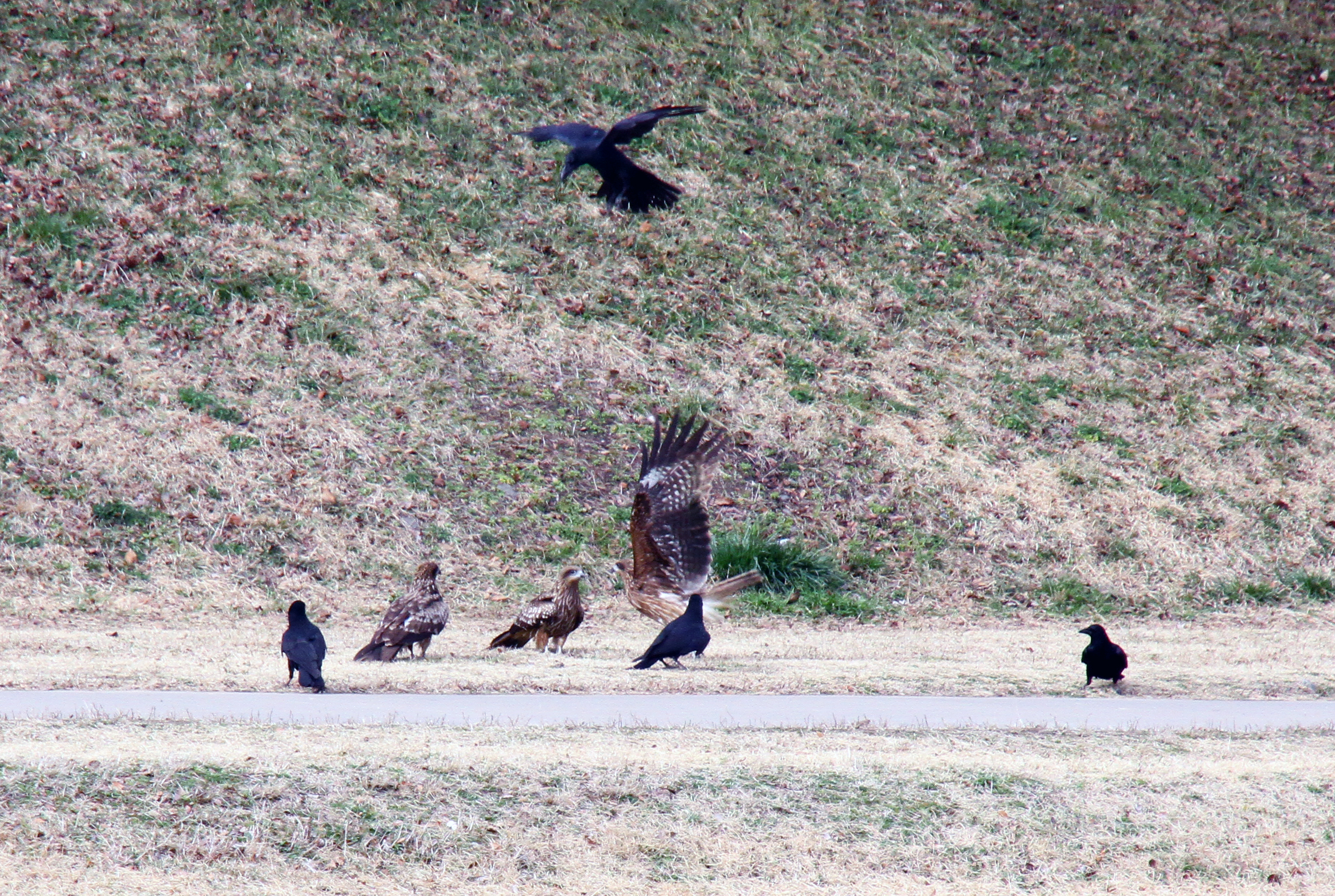
Corbeaux et Milan
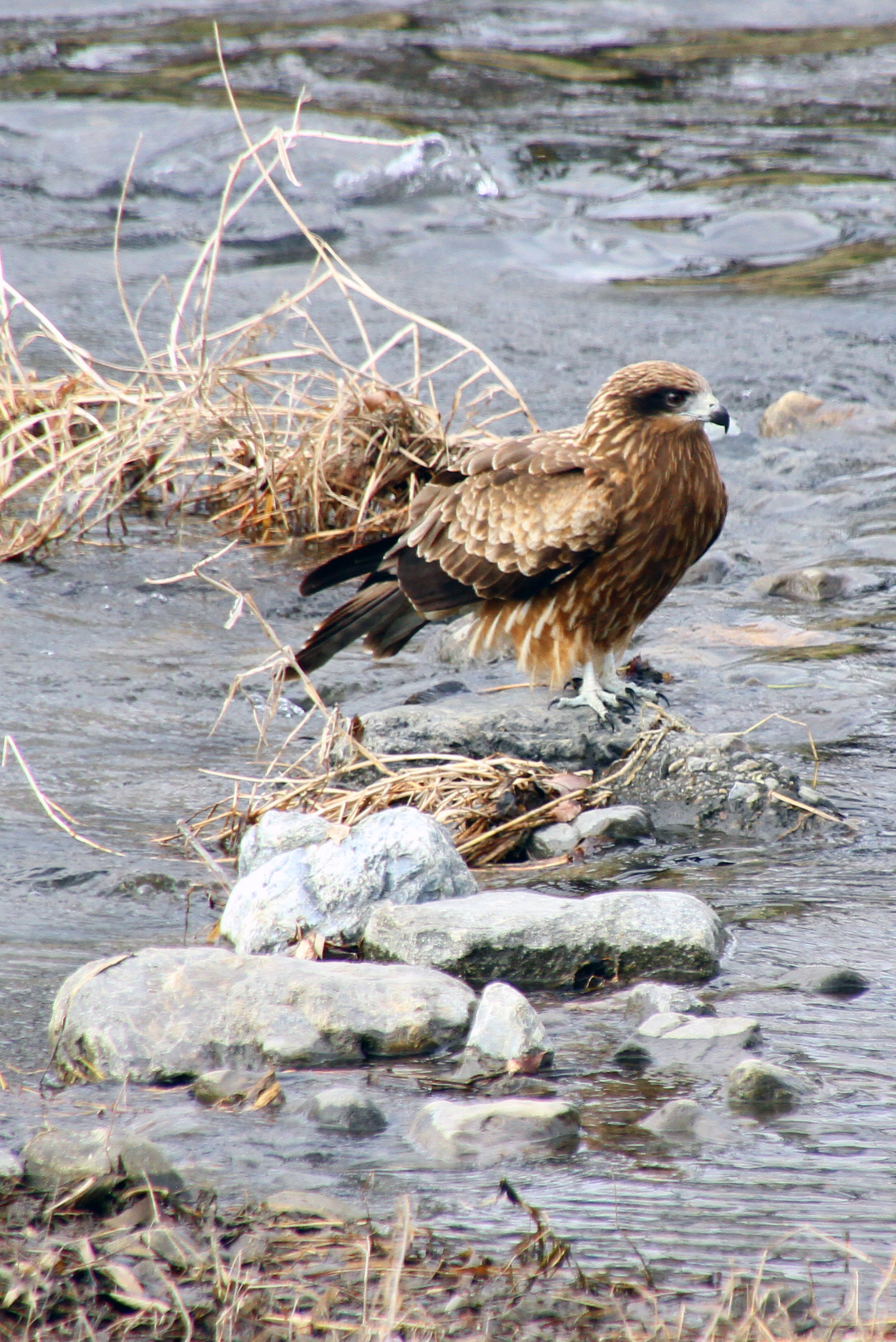
Milan brun (m.m. lineatus)
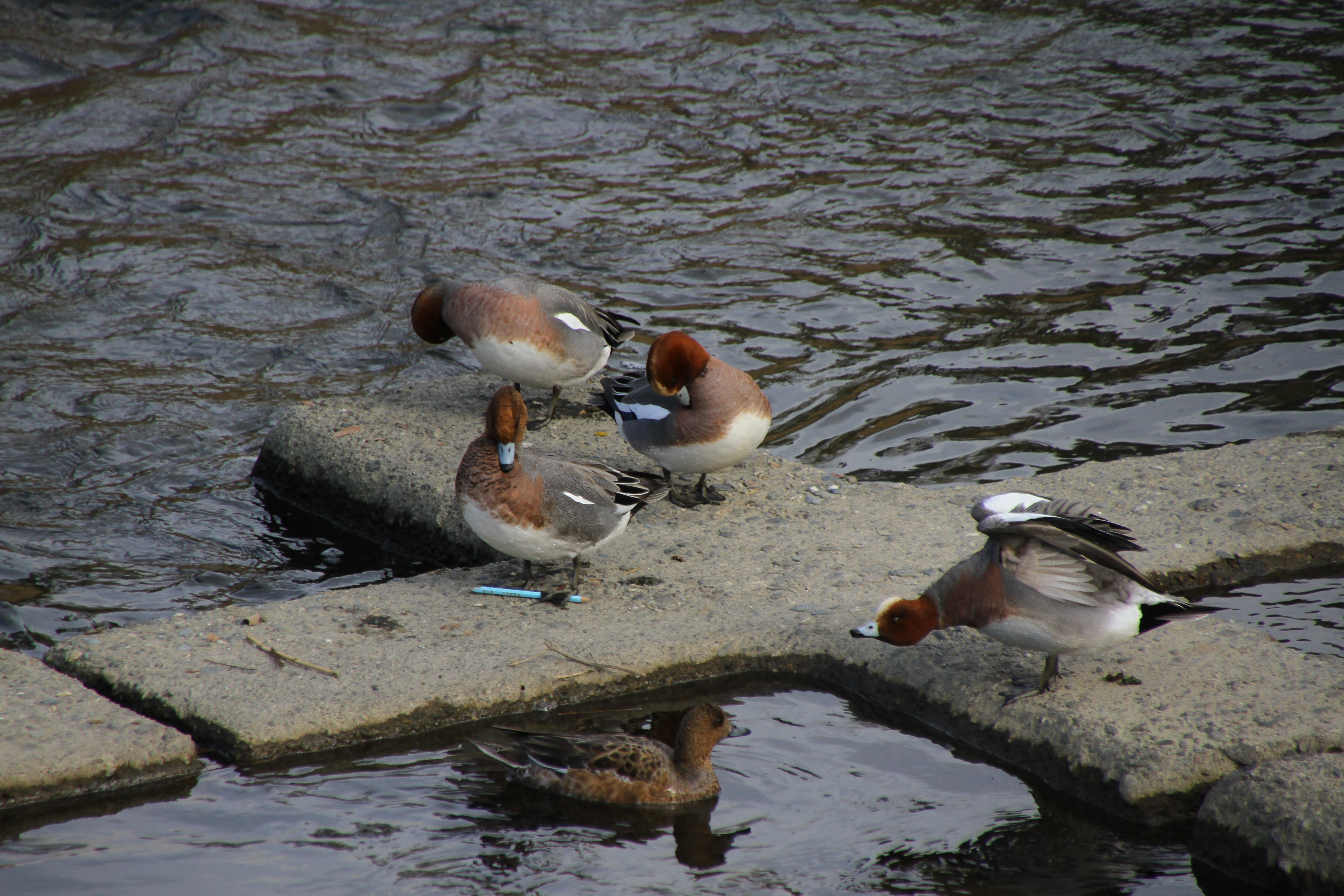
Canards siffleurs
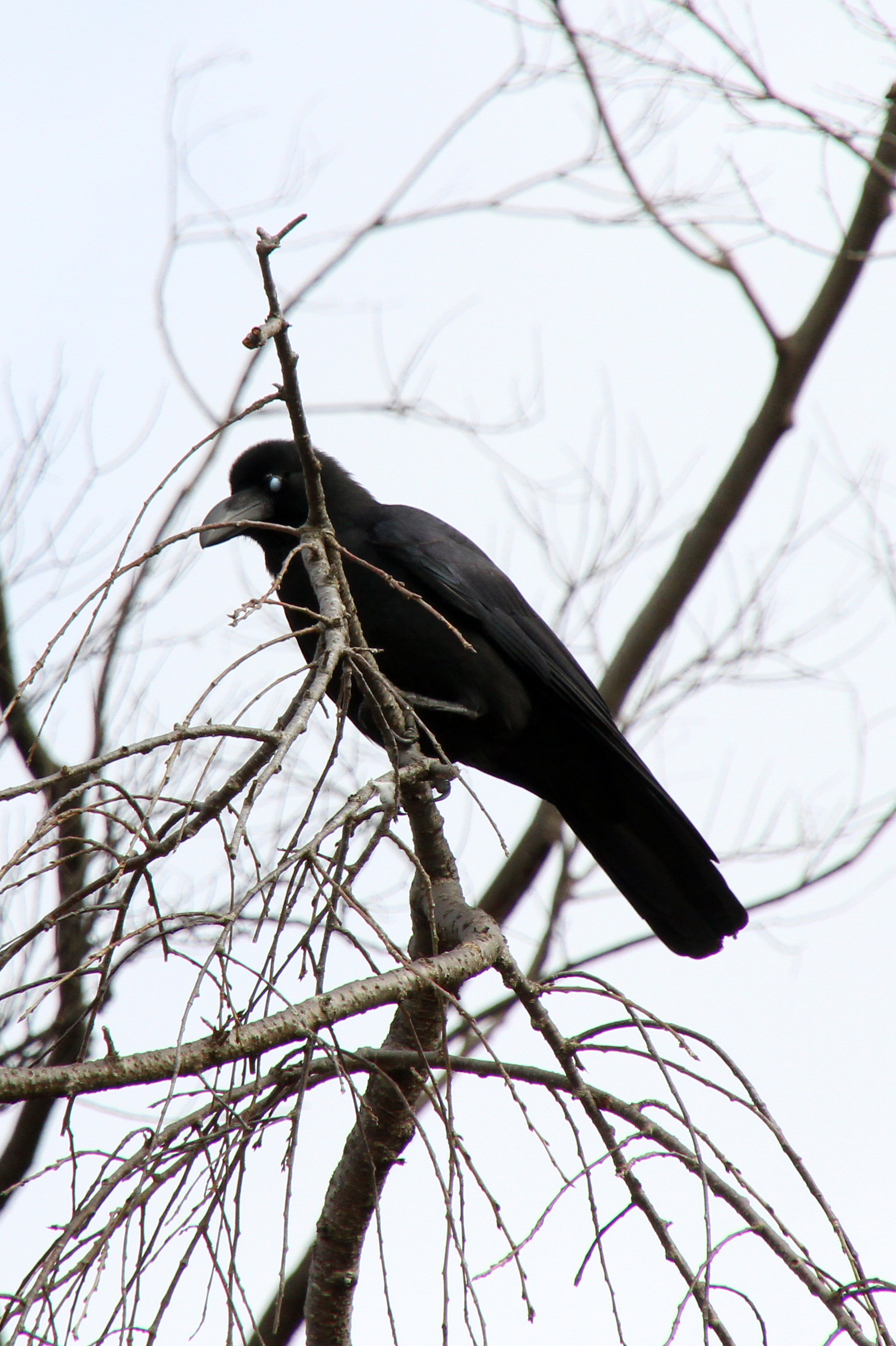
Corbeau à gros bec
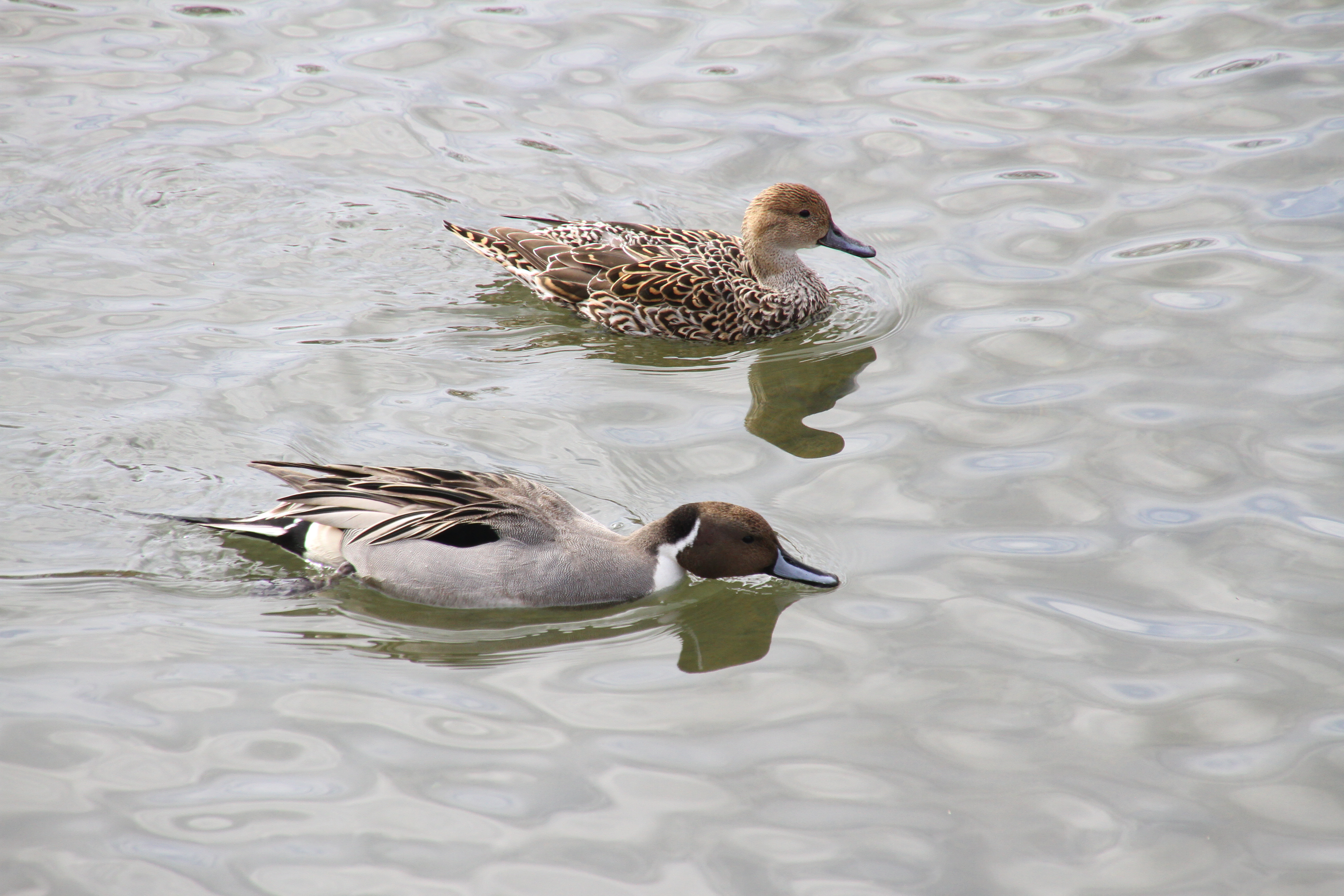
Canards pillet

## Arts

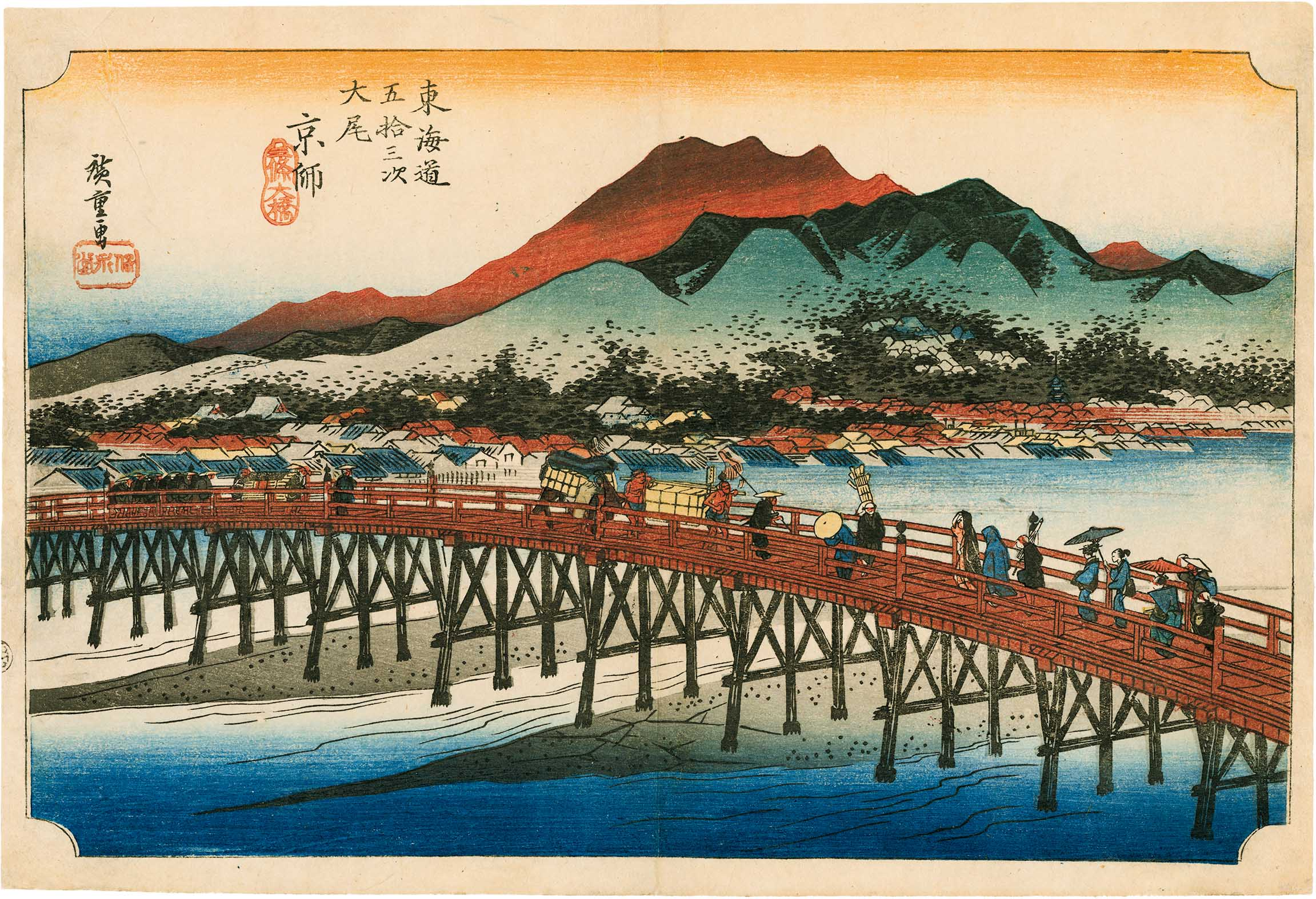
Le pont de Sanjō enjambant la rivière Kamo. Estampe 55, Les Cinquante-trois Stations du Tōkaidō, Hiroshige (1833-1834).

La rivière Kamo, en particulier le pont de Sanjō qui l’enjambe et qui constitue la fin du Tōkaidō, sont le sujet de peintures et d'estampes, par exemple la Biographie illustrée du moine itinérant Ippen (rouleau VII) ou Les Cinquante-trois Stations du Tōkaidō (estampe 55).